# Spheciospongia vagabunda
Spheciospongia vagabunda är en svampdjursart som först beskrevs av Ridley 1884.  Spheciospongia vagabunda ingår i släktet Spheciospongia och familjen borrsvampar.

## Underarter
Arten delas in i följande underarter:
- S. v. trincomaliensis
- S. v. arabica